# Заварин, Николай Васильевич
Николай Васильевич Заварин (1918, Сластуха, Саратовская губерния — 31 октября 2007, Астрахань) — советский художник-живописец, член Союза художников СССР (с 1971), жил и работал в Астрахани.
С 1936 по 1940 гг. учился в Астраханском художественном училище им. П. Власова, в период с 1940—1941 гг. — в Сталинградском художественном училище, с 1950 по 1956 — в Ленинградском академическом институте имени И. Е. Репина.
В 1966 году, после 25-летнего перерыва, Николай Васильевич возродил художественное училище в г. Астрахань и стал первым его директором. Под его руководством была воспитана целая плеяда учеников, среди которых Шамиль Такташев, Василий Черников, Виктор Аверин, Петр Ведищев, Сергей Приказчиков и др.
Умер 31 октября 2007 г.

## Творчество
Неоднократный участник областных, Всероссийских и международных выставок, начиная с 1948 г.

### Основные работы
- «Рыбацкое село»,
- «У плавзавода»,
- «Тоня»,
- «Чинка невода»,
- «Золотая степь»,
- «На тоне»,
- «Первомай в Астрахани. Площадь им. Ленина»,
- «Астраханский кремль»,
- «Мой город»
- «На всех уровнях».
- «Сквозняк» (1990).

### Натюрморты
- «Вобла»,
- «Натюрморт с осетром»,
- «К обеду»